# Славейков, Петко
Пе́тко Ра́чов Славе́йков (17 ноября 1828, Тырново — 1 июля 1895, София) — болгарский поэт, публицист, просветитель, общественный деятель и фольклорист; отец политиков Ивана Славейкова и Христо Славейкова, публициста Рачо Славейкова и поэта Пенчо Славейкова.

## Биография
Родился в семье Рачо Казанджи. Его мать, Пенка, умерла при родах, а он чудом выжил.
Петко Славейков одновременно обучался в городах Тырново, Дряново, Трявна и в Преображенском монастыре. Помимо этого, читал книги в библиотеках монастыря около Тырново. Огромную роль в его образовании сыграло освоение им «Славяно-болгарской истории» Паисия Хилендарского. Во время обучения в училище города Свиштова (во главе которого тогда стоял Эммануил Васкидович) совершенствовал своё знание греческого языка и изучал произведения сербской и западноевропейской литературы. С 1843 года был преподавателем в Тырново. В 1863—1867 был редактором газеты «Гайда», позднее — газеты «Македония» (1866—1872) и других периодических изданий.
После освобождения Болгарии от турецкого ига (1878) был членом Тырновского учредительного собрания (1879), депутатом Народного собрания (в 1880 председатель), одним из основателей и лидеров Либеральной партии, министром в правительстве Петко Каравелова.
Подготовил полное собрание болгарских пословиц и поговорок (1889—1897), считается одним из зачинателей новой болгарской литературы. Автор поэтических сборников «Пёстрый букет», «Песенник» и «Басенник» (Бухарест, 1852), «Песни и стихотворения» (1879), поэмы «Источник Белоногой» (1873). Переводил с русского, греческого, турецкого, сербохорватского языков.
В честь Славейкова названо село Петко-Славейков.